# Francesco Giovanni Brugnaro
Francesco Giovanni Brugnaro (San Donà di Piave, 16 marzo 1943) è un arcivescovo cattolico italiano, dal 27 luglio 2018 arcivescovo emerito di Camerino-San Severino Marche.

## Biografia
Nasce a San Donà di Piave, in provincia di Venezia e diocesi di Treviso, il 16 marzo 1943.

### Formazione e ministero sacerdotale
Dopo aver studiato presso i padri salesiani a Este e al liceo Tito Livio di Padova, si laurea in filosofia presso l'Università degli Studi di Padova nel 1966. Dopo una breve carriera accademica, nel 1980 entra nel seminario di Venegono Inferiore dell'arcidiocesi di Milano, frequentando anche la Pontificia Università Gregoriana dove consegue il baccellierato in storia della filosofia moderna e il dottorato in teologia fondamentale.
Il 18 dicembre 1982 è ordinato presbitero, nel tempio della Pace a Padova, dall'arcivescovo Carlo Maria Martini per l'arcidiocesi di Milano.
Successivamente ricopre incarichi di pastorale universitaria nell'arcidiocesi ambrosiana sia come assistente spirituale presso la cappella universitaria dell'Università degli Studi di Milano che come docente universitario presso ISSR di Milano. Completato dunque il mandato e sortendo dalle proprie competenze una ideale apertura accademica, viene chiamato alla Congregazione per le Chiese orientali a Roma a svolgere un incarico di elevato peso specifico, che gli permette di controllare, esercitando funzioni ausiliarie, alcuni degli snodi di mediazione internazionale. Mantiene l'incarico fino alla nomina episcopale. Il 31 gennaio 2005 è nominato osservatore permanente della Santa Sede presso l'organizzazione mondiale del turismo.

### Ministero episcopale
Il 3 settembre 2007 papa Benedetto XVI lo nomina arcivescovo di Camerino-San Severino Marche; succede ad Angelo Fagiani, dimessosi per motivi di salute. Il 29 settembre successivo riceve l'ordinazione episcopale, nella basilica di San Pietro in Vaticano, con gli arcivescovi Gianfranco Ravasi, Tommaso Caputo e Mieczysław Mokrzycki, e i vescovi Vincenzo Di Mauro e Sergio Pagano, per imposizione delle mani dello stesso pontefice, co-consacranti i cardinali Tarcisio Bertone e Marian Jaworski. Il 28 ottobre prende possesso dell'arcidiocesi.
Il 27 luglio 2018 papa Francesco accoglie la sua rinuncia al governo pastorale dell'arcidiocesi, presentata per raggiunti limiti di età; gli succede Francesco Massara, del clero di Mileto-Nicotera-Tropea. Rimane amministratore apostolico dell'arcidiocesi fino all'ingresso del successore, avvenuto il 21 ottobre seguente.

## Genealogia episcopale
La genealogia episcopale è:
- Cardinale Scipione Rebiba
- Cardinale Giulio Antonio Santori
- Cardinale Girolamo Bernerio, O.P.
- Arcivescovo Galeazzo Sanvitale
- Cardinale Ludovico Ludovisi
- Cardinale Luigi Caetani
- Cardinale Ulderico Carpegna
- Cardinale Paluzzo Paluzzi Altieri degli Albertoni
- Papa Benedetto XIII
- Papa Benedetto XIV
- Papa Clemente XIII
- Cardinale Bernardino Giraud
- Cardinale Alessandro Mattei
- Cardinale Pietro Francesco Galleffi
- Cardinale Giacomo Filippo Fransoni
- Cardinale Antonio Saverio De Luca
- Arcivescovo Gregor Leonhard Andreas von Scherr, O.S.B.
- Arcivescovo Friedrich von Schreiber
- Arcivescovo Franz Joseph von Stein
- Arcivescovo Joseph von Schork
- Vescovo Ferdinand von Schlör
- Arcivescovo Johann Jakob von Hauck
- Vescovo Ludwig Sebastian
- Cardinale Joseph Wendel
- Arcivescovo Josef Schneider
- Vescovo Josef Stangl
- Papa Benedetto XVI
- Arcivescovo Francesco Giovanni Brugnaro